# Island
Island (islandski: Ísland) je otočna zemlja u sjevernom Atlantiku između Grenlanda, Norveške i Britanskih otoka. Površina Islanda obuhvaća 103 000 km², a morska obala iznosi 4988 km. Glavni i najveći grad je Reykjavík. Reykjavik i okolna područja na jugozapadu zemlje dom su više od dvije trećine stanovništva. Island je vulkanski i geološki aktivan. Unutrašnjost se sastoji od visoravni koju karakteriziraju polja pijeska i lave, planine i ledenjaci, a mnoge ledene rijeke teku u more kroz nizine. Island je grijan Golfskom strujom i ima umjerenu klimu, unatoč velikoj zemljopisnoj širini neposredno izvan Arktičkog kruga. Njegova velika širina i utjecaj na more održavaju ljeta hladnim, a veći dio arhipelaga ima polarnu klimu. 
Landnámabók opisuje kako je naseljavanje Islanda počelo oko 874. kada je Ingólfur Arnarson došao na Island, iako su drugi prethodno boravili u zemlji. Tijekom sljedećih nekoliko desetljeća, mnogi su se doselili na Island u razdoblju koje se naziva ere naseljavanja. Island je došao pod upravu Norveške 1262. godine i bio je pod vlašću Norvežana i Danca sve do 1918., kada je stekao suverenitet. Međutim, danska je država upravljala vanjskim odnosima i obalnim nadzorom u ime Islanda, a zemlje su imale zajedničkog kralja dok republika nije bila uspostavljena na Islandu 1944. godine. 
U drugom dijelu 20. stoljeća nacionalna proizvodnja Islanda znatno se povećala, a zemlja je ojačala infrastrukturu i sustav blagostanja. Island je 2007. godine bio najrazvijenija zemlja na svijetu prema indeksu UN-a o kvaliteti života, ali u 2008. je započela ekonomska kriza na Islandu u razdoblju 2008–2011, od koje se Island uspio oporaviti. Island je član UN-a, EFTA-e, NATO- a i EEA-e.

## Povijest
Island je bio jedan od najvećih otoka na svijetu koje čovjek nije naselio, dok u kasnom devetom i desetom stoljeću nisu došli norveški i keltski (škotski i irski) imigranti. Island ima najstariji parlament na svijetu, Althing, osnovan 930. godine. Neki pisani izvori navode da su irski redovnici živjeli na Islandu prije dolaska norveških naseljenika, ali nisu nađeni arheološki dokazi koji bi potkrijepili ovu tvrdnju.
Island je bio neovisan 300 godina, a zatim su njime vladali Norveška i Danska. Formalno je bio norveška kolonija, do 14. siječnja 1814. godine, kada se zajednička država Norveške i Danske razdvojila sporazumom iz Kiela, a Island je postao ovisan teritorij Danske. Od danske vlade je dobio ograničenu autonomnu vlast, 1874. godine, a protektoratsku neovisnost i suverenitet u unutrašnjim pitanjima 1918. Vanjski odnosi i obrana su ostali pod danskom upravom do Drugog svjetskog rata, kada je Njemačka vojno okupirala Dansku, 1940. Island su, nakon toga, okupirali saveznici. Danski kralj je de jure ostao suveren do 1944. godine, kada je današnja republika osnovana u nedostatku danske vlasti.
Nova republika je 1950. potpisala sporazum sa SAD, kojim je Americi predana nadležnost nad obranom Islanda. I danas SAD po ovom sporazumu imaju vojnu bazu u Keflavíku, a Island nema svoje oružane snage. Gospodarstvo Islanda je u poslijeratnim desetljećima ostalo ovisno o ribolovu, i ova zemlja je imala više sukoba sa svojim susjedima oko ovog resursa. Od ovih sukoba su najpoznatiji Bakalarski ratovi s Britanijom. U zadnje vrijeme je došlo do diverzifikacije ekonomije, zbog velikih investicija u tešku industriju (kao što su topionice aluminija) i privatizacije u financijskom sektoru.
Spor oko morske granice prema norveškom otoku Jan Mayenu sporazumno je riješen 1982. Stabilan politički sustav održava se uz česte koalicijske vlade. Najviše premijera (1944–99) bilo je iz konzervativne Stranke neovisnosti (Ólafur Thors bio je premijer četiri puta tijekom 1944–63), a potom iz liberalne Progresivne stranke te Socijaldemokratske stranke. Politički je značajan ekološki i feministički pokret; islandska predsjednica (za redom u četiri mandata 1980–96) Vigdís Finnbogadóttir prva je žena u svijetu koja je demokratskim putem izabrana za predsjednicu države; nakon njezina umirovljenja za predsjednika je (1996) izabran Ólafur Ragnar Grímsson. Godine 1991–2004. premijer je bio Davíð Oddsson iz Stranke neovisnosti. Financijska i gospodarska kriza 2008–09. izazvala je političku nestabilnost. Od 2009. premijerka je socijaldemokratkinja Johanna Sigurðardóttir. Na izborima u travnju 2013. pobijedile su desne stranke – Stranka neovisnosti i Napredna stranka, a premijer je postao Sigmundur Davið Gunnlaugsson (od 2009. lider Napredne stranke). Zbog financijske afere (Panama Papers) odstupio je s položaja u travnju 2016.

## Politika
Parlament, Althing, je osnovan 1845. godine, kao savjetodavno tijelo danskom kralju. Ovo se smatra ponovnim uspostavljanjem skupštine osnovane 930. godine, a suspendirane 1799. Trenutačno ima 63 člana, koje stanovništvo bira svake četiri godine. Predsjednik Islanda je uglavnom ceremonijalno zvanje, a on služi kao diplomat, figura i šef države. Predsjednik vlade (premijer) se, zajedno sa svojim kabinetom, brine za izvršni dio vlasti. Kabinet postavlja predsjednik poslije općih izbora, ali ovaj proces se obično vodi između vođa političkih stranaka, koji odlučuju međusobno kroz razgovore o sastavu kabineta. Samo kada čelnici stranaka nisu u stanju u razumnom roku dogovoriti se o sastavu kabineta, predsjednik koristi ovo ovlaštenje i sam postavlja kabinet. Ovo se nije dogodilo od kad je osnovana republika (1944.), ali 1942. je regent države (Sveinn Björnsson, koji je tu poziciju dobio u Althingu 1941.) uspostavio neparlamentarnu vladu. Regent je u praksi imao poziciju predsjednika, i Sveinn Björnsson je postao prvi predsjednik 1944. Islandske vlade su skoro uvijek bile koalicije dviju ili više stranaka, jer jedna stranka obično ne osvoji većinu mjesta u parlamentu. Domet političke moći predsjednikovog kabineta je predmet rasprave među islandskim pravnicima; nekoliko odredbi ustava izgledaju da predsjedniku daju određena važna ovlaštenja, ali druge odredbe i tradicije govore suprotno.
Predsjednik se bira svake četiri godine (2012.), kabinet se bira svake četiri godine (2013.), a i izbori za gradska vijeća se održavaju svake četiri godine.

## Administrativna podjela

### Općine
U Islandu ima 95 općina koje upravljaju uglavnom lokalnim pitanjima, kao što su škole i prijevoz.

### Okruzi
Postoje 23 okruga koji su uglavnom povijesna podjela. Trenutno je Island podijeljen u 26 magistrata koji upravljaju lokalnom policijom (osim u Reykjavíku, gdje postoji poseban ured komesara policije) i izvršavaju administrativne funkcije kao što su proglašavanje bankrota i vjenčavanje ljudi izvan crkava.

### Regije
Postoji 8 regija, koje uglavnom služe za statističke svrhe. Oblasna sudska jurisdikcija također koristi ovu podjelu (doduše njena starija verzija).

### Birački okruzi
Do 2003. godine, birački okruzi za parlamentarne izbore su bili isti kao i regije, ali su amandmani ustavu to promijenili u trenutačnih 6 biračkih okruga. Ova izmjena je načinjena kako bi se izbalansirala "težina" različitih oblasti zemlje, jer su glasovi u manje naseljenim zonama vrijedili više nego glasovi u Rejkjaviku, na primjer. Debalans između oblasti je smanjena novim sustavom, ali i dalje postoji.

## Zemljopis
Island se nalazi u sjevernom Atlantskom oceanu, malo južnije od arktičkog kruga, koji prolazi kroz mali otok Grímsey uz sjevernu obalu Islanda, ali ne kroz sam Island.
Otok je geološki vrlo aktivan. Ima više aktivnih vulkana, od kojih je najznačajniji Hekla. 2010. dogodila se značajna Erupcija vulkana Eyjafjallajökull koja je privremeno prekinula zračni promet diljem Europe zbog vulkanske prašine. Oko 10% otoka je pod ledom. Island je bogat gejzirima (gejzir je islandska riječ) i rasprostranjena pristupačnost geotermalne energije znači da stanovnici većine gradova imaju toplu vodu, i grijanje po vrlo niskim cijenama. Električna energija je načelno veoma jeftina, zbog mnoštva rijeka i vodopada, koji se koriste za proizvodnju struje.
Sam otok ima mnogo fjordova duž obale, gdje se nalazi i većina gradova, jer je unutrašnjost Islanda, hladna i negostoljubiva pustinja. Najznačajniji gradovi su Reykjavík, Keflavík gdje se nalazi nacionalna zračna luka, i Akureyri. Na otoku Grímsey, unutar Arktičkog kruga se nalazi najsjevernije naseljeno mjesto Islanda.
Za razliku od susjednog Grenlanda, Island se smatra dijelom Europe, a ne Amerike. Island je 18. otok po veličini na svijetu.

### Geografija Islanda u brojkama
Najveći otoci (u km²):
- Heimaey 13,4

- Hrísey 8,0

- Hjörsey (Faxaflói) 5,5

- Grímsey 5,3

- Flatey 2,8

- Málmey 2,4

- Papey 2

Najviše planine (u m):
- Hvannadalsjökull 2109

- Bárðarbunga 2000

- Kverkfjöll 1920

- Snæfell 1833

- Hofsjökull 1765

- Eiríksjökull 1675

- Eyjafjallajökull 1666

Najduže rijeke (u km):
- Þjórsá 230

- Jökulsá á Fjöllum 206

- Hvítá/Ölfusá 185

- Skjálfandafljót 178

- Jökulsá á Dal 150

- Lagarfljót 140

Najviši vodopadi (u m):
- Glymur 190

- Háifoss 122

- Hengifoss 110

- Seljalandsfoss 65

- Skógafoss 62

- Dettifoss 44

- Gullfoss 32

 Najveća jezera (u km²):
- Þórisvatn 88

- Þingvallavatn 84

- Lögurinn (Lagarfljót) 53

- Mývatn 37

- Hvítárvatn (Hvítárlón) 30

Najveći ledenjaci (u km²):
- Vatnajökull 8300

- Langjökull 953

- Hofsjökull 925

- Mýrdalsjökull 596

- Drangajökull 160

## Botanika
Island ima na popisu ukupno 801 biljnu vrstu, od toga:
- 739 autohtonih vrsta
  - 436 autohtonih vrsta bez mikrovrsta
- 255 endemskih vrsta
  - 6 endemskih vrsta bez mikrovrsta
- 38 papratnjača i likofita (od njih 1 endem)
- 1 golosjemenjača
- 133 jednosupnica isključujući Orhideje (od njih 1 endem)
- 7 orhideja (bez endema)
- 560 dvosupnica (od toga 253 endema)
- 303 mikrovrste (od njih 249 endema)
- 62 neofiti i uzgojene biljke

### Nacionalni parkovi
U Islandu postoje tri nacionalna parka (stanje iz 2008. godine):
- Nacionalni park Snæfellsjökull
- Nacionalni park Vatnajökull
- Nacionalni park Þingvellir

## Vojska
Republika Island nema regularne oružane snage. Funkcije obrane vrši NATO baza u Keflavíku, koju uglavnom popunjavaju pripadnici američke vojske. Island ima Obalnu stražu (Landhelgisgæslan) i specijalnu jedinicu (Sérsveitin), koja je poznata pod imenom Víkingasveitin (Vikinški odred). Specijalni odred je bio pod zapovjednikom šefa rejkjaviške policije, ali je 2004. donesen novi zakon po kome se ovaj odred stavlja direktno pod zapovjedništvo ministra pravosuđa i crkve. Po ovom novom zakonu, ministar pravosuđa i crkve mora postaviti nacionalnog šefa policije, koji kontrolira i upravlja islandskom policijom, uključujući i Vikinški odred.

## Stanovništvo
Islanđani su potomci skandinavskih Vikinga te keltskih doseljenika koji su došli (iz Irske i Škotske) potkraj IX. i početkom X. st. i čine više od 96% otočnog st. Od ostalih najbrojniji su Danci, Šveđani i Amerikanci. S 2,8 st./km² Island je najrjeđe naseljena europska zemlja. Izolirani položaj Islanda je rezultirao ograničenom imigracijom i ograničenim genetskim uplivom u ljudsku populaciju tokom stoljeća. Genetska sličnost koja je time prouzrokovana se danas koristi za genetska ispitivanja.
Jezik koji se govori je islandski, a spada u skupinu sjevernogermanskih jezika. Većina stanovništva govori i jedan strani jezik.
Danas je gotovo 2/3 zemlje praktički nenaseljeno, a praktički cjelokupno stanovništvo živi na obali.

## Jezici
Islandski [isl], 230.000 (1980 WA). Drugi jezik sporazumijevanja je islandski znakovni jezik [icl] za gluhi dio populacija.

## Religija
Islanđani uživaju vjerske slobode koje su ugrađene u ustav; ipak, crkva i država nisu odvojeni. Tako je ustavom propisano kako na Islandu postoji državna crkva koja se zove Crkva Islanda, dok je ona luteransko tijelo. Rimokatolička Crkva bilježi velik porast vjernika iz godine u godinu.
Podatci iz 2020. govore o sljedećem vjerskom sastavu:
- Evangelička luteranska Crkva Islanda (službena) 63,47%
- rimokatolici 4,02%
- Reykjavička slobodna Crkva 2,75%
- Hafnarfjorđurska slobodna Crkva 1,98%
- Neovisna kongregacija 0,89%
- ostale kršćanske denominacije (pentekostalizam i sl.) 2,05%
- ateisti 7,17%
- ostali i neopredijeljeni 17,67%

## Promet
Island ima visoku razinu posjeda automobila: 1 automobil na 1.5 stanovnika. To je ujedno i glavni oblik prijevoza. Mnogo ih je napušteno u ruralnim područjima. Island ima ukupno 13,034 km cesta, od kojih je 4,617 km asfaltirano, a 8,338 km nije. Velik dio cesta je neasfaltiran jer su to uglavnom malo korištene seoske ceste. Ograničenja brzine su 50 km/h u gradovima, 80 km/h na šljunčanim seoskim cestama i 90 km/h na cestama s tvrdom podlogom. Island trenutno nema željeznice. Najprometnija je međunarodna zračna luka Keflavík (2,1 milijun putnika, 2011)  a slijede ga Reykjavík, Akureyri, Vestmannæyjar i Egilsstaðir.

## Vanjske poveznice
- Službena stranica Islanda (engl.)
- Islandsko trgovinsko vijeće
- Islandsko sveučilište: Islandski online (Besplatan online tečaj islandskog jezika i kulture.)  (engl.)
- Planinarenje na Islandu (engl.)

| Portal:Europa | Portal:Europa |

### Ostali projekti
|  | Zajednički poslužitelj ima stranicu o temi Island    |
|  | Zajednički poslužitelj ima još gradiva o temi Island |
|  | Zajednički poslužitelj sadrži atlas Islanda          |